# John Aylmer (évêque)
John Aylmer (Ælmer ou Elmer ; 1521 – 3 juin 1594) est un évêque anglais, constitutionnaliste et érudit grec.

## Jeunesse et carrière
Il nait à Aylmer Hall, Tilney St Lawrence, dans le Norfolk. Encore enfant, sa précocité est remarquée par Henry Grey, 3e marquis de Dorset, futur 1er duc de Suffolk, qui l'envoie à Cambridge, où il semble être devenu membre du Queens' College. Vers 1541, il est nommé aumônier du duc et précepteur de grec de sa fille,Jane Grey.
Sa première promotion est l'archidiaconé de Stow, dans le diocèse de Lincoln, mais son opposition à la doctrine de la transsubstantiation lors de la Convocation conduit à sa destitution et à sa fuite en Suisse. Là, il écrit une réponse au célèbre Blast against the Monstrous Regiment of Women de John Knox, sous le titre « An Harborowe for Faithfull and Trewe Subjects, etc. », et aide John Foxe à traduire les Actes des Martyrs en latin. À l'avènement d'Élisabeth, il retourne en Angleterre. « Dieu est anglais », proclame Aylmer en 1558, tentant ainsi de susciter chez ses paroissiens piété et patriotisme. En 1559, il reprend l'archidiaconé de Stow et, en 1562, il obtient celui de Lincoln. Il est membre de la convocation de 1563, qui réforme et fixe la doctrine et la discipline de l'Église d'Angleterre.
En 1577, il est consacré évêque de Londres et, à ce titre, il se rend célèbre par la dureté de ses traitements envers tous ceux qui divergeaient de ses idées sur les questions ecclésiastiques, qu'ils soient puritains ou catholiques. Diverses tentatives sont faites pour le remplacer. Il est fréquemment critiqué dans les célèbres Marprelate Tracts et est qualifié de « Morrell », le mauvais pasteur, dans le Shepheard's Calendar (juillet) d'Edmund Spenser. Sa réputation d'érudit compense difficilement son incompétence comme évêque à cette époque de transition. Sa biographie est écrite par John Strype (1701).
Il meurt en 1594 et est enterré dans la cathédrale Saint-Paul. Il a plusieurs enfants. Son fils aîné, Samuel Aylmer, est haut shérif du Suffolk en 1626. Sa fille aînée, Judith, est la grand-mère paternelle de Thomas Lynch, trois fois gouverneur de la Jamaïque.

## Travaux
« Aylmer, comme John Ponet et Stephen Gardiner avant lui, est une figure importante de l'histoire de la réception du gouvernement mixte classique dans l'Angleterre des Tudor. »  John Aylmer écrit son ouvrage An harborowe for faithful and trewe subjectes (1559), pour défendre la monarchie féminine d'Élisabeth Ire, associant « le règne des garçons et des femmes, ou des personnes efféminées » et, sur un autre fondement, « cette ville est au bord du gouffre, où le magistrat gouverne les lois, et non les lois le magistrat : que pourrait faire un roi en Israël dans cette communauté, hormis le pollycie nommé par Moïse ? ». Ses efforts pour familiariser ses compatriotes avec « l'étrange et séduisant vocabulaire politique », en les initiant aux formes et à la terminologie classiques, doivent être considérés comme secondaires par rapport à cet objectif premier.
Aylmer décrit néanmoins l'Angleterre non pas comme « une simple monarchie, comme certains le pensent par manque de réflexion, ni comme une simple oligarchie, ni comme une démocratie, mais comme un mélange de tout cela »1. Il poursuit en affirmant que dans un État mixte, « chacun de ces éléments a ou devrait avoir une autorité similaire ». Il soutient que le roi au Parlement, ou, dans le cas d'Élisabeth, la reine au Parlement, n'est pas l'image d'un État mixte, « mais la réalité concrète ». C'est au Parlement que se trouvent les trois ordres : « le roi ou la reine, qui représente la monarchie ; les nobles, qui constituent l'aristocratie ; et les bourgeois et les chevaliers, la démocratie ». Comme il le dit : « De même, si le Parlement use de ses privilèges, le roi ne peut rien ordonner sans eux. » Selon Aylmer, la limitation parlementaire des vices féminins d'une reine atténuerait les inconvénients d'une monarchie féminine.
Son travail, en particulier sa caractérisation de l’Angleterre comme une monarchie mixte, est important pour les constitutionnalistes anglais ultérieurs.